# 혼다 다다토모 (1787년)
혼다 다다토모(일본어: 本多忠知, 1787년 ~ 1839년 4월 27일)는 일본 에도 시대의 다이묘로, 이즈미번의 4대 번주이다. 관위는 종5위하, 가와치노카미, 단조쇼히쓰이다.
1787년 음력 9월, 이즈미 번의 3대 번주 혼다 다다시게의 맏아들로 태어났다. 1815년 음력 7월 5일, 아버지가 은거함에 따라 가문을 계승하고 4대 번주가 되었다. 1836년 음력 11월 5일, 셋째 아들 다다노리에게 번주직을 물려주고 은거, 1839년에 53세의 나이로 사망하였다.
| 전임 혼다 다다시게 | 제4대 이즈미번 번주 (혼다 가문) 1815년 ~ 1836년 | 후임 혼다 다다노리 |